# Küster (Familienname)
Küster bzw. Kuester ist ein deutscher Familienname.

## Herkunft und Bedeutung
Küster ist ein Berufsname und bezieht sich auf den Küster.

## Namensträger
- August Küster (1899–1959), deutscher Verbandsfunktionär und Industrieller
- Bärbel Küster (* 1967), deutsche Kunsthistorikerin
- Beppo Küster (* 1950), deutscher Schlagersänger, Schauspieler und Moderator
- Bernd Küster (* 1952), deutscher Kunsthistoriker
- Bernhard Küster (* 1967), deutscher Biochemiker
- Carl von Küster (Botaniker) (1820–1893), deutscher Botaniker und Diplomat
- Carl Küster (Unternehmer) (1854–1913), deutscher Kaufmann, Redakteur und Buchdrucker, Gründer der gleichnamigen Druckerei
- Carl Ludwig von Küster (1784–1861), deutscher Diplomat und Gesandter
- Diethard Küster (* 1952), deutscher Filmregisseur, Drehbuchautor und Filmproduzent
- Dorothea Erbele-Küster (* 1969), deutsche evangelische Theologin
- Ernst Küster (Mediziner) (1839–1930), deutscher Chirurg
- Ernst Küster (Botaniker) (1874–1953), deutscher Botaniker
- Ernst Küster (Bildhauer) (1907–1989), deutscher Bildhauer
- Estefania Küster (Stefanie Ingrid Küster; * 1979), deutsche Tänzerin und Model, siehe Estefania Heidemanns
- Friedrich Karl Küster (1771–1842), deutscher Museumskonservator und Zeichenlehrer
- Friedrich Wilhelm Küster (1861–1917), deutscher Chemiker
- Fritz Küster (1889–1966), deutscher Pazifist und politischer Publizist
- Georg Gottfried Küster (1695–1776), deutscher Pädagoge und Historiker
- Gustav Schmidt-Küster (1902–1988), deutscher Buchhändler, Verleger und Honorarkonsul
- Gustav Ernst von Küster (1797–1861), Gesandter und Mitglied des preußischen Herrenhauses
- Hannelore Küster, deutsche Tischtennisspielerin
- Hans Küster (1889–1963), deutscher Porzellankünstler
- Hansjörg Küster (1956–2024), deutscher Biologe und Pflanzenökologe
- Harry Küster (1930–2004), deutscher Schauspieler, Synchron- und Hörspielsprecher
- Heinrich Küster (1870–1956), Stadtbaurat der Stadt Görlitz
- Heinrich Carl Küster (1807–1876), deutscher Zoologe
- Herbert Küster (1909–1986), deutscher Komponist
- Hermann Küster (Theologe) (1813–1897), deutscher Theologe und Superintendent
- Hermann Küster (Komponist) (1817–1878), deutscher Komponist und Organist
- Hermann Küster (Mediziner) (1879–1964), deutscher Gynäkologe
- Inge Küster (1929–2011), deutsche Unternehmerin
- Ingeborg Küster (1909–2004), deutsche Friedensaktivistin
- Johann Emanuel von Küster (1764–1833), preußischer Diplomat und Gesandter
- Jakob Küster (* 1947), Schweizer Radrennfahrer
- Johannes Küster von Rosenberg (um 1614–1685), deutscher Arzt
- John Kuester (* 1955), US-amerikanischer Basketballspieler
- Karl-Heinz Küster (Autor) (* 1925), deutscher Autor
- Karl-Heinz Küster (Radsportler) (* 1949), deutscher Radsportler
- Klaus Küster (* 1941), deutscher Grafiker, Maler und Fotograf
- Konrad Küster (Mediziner) (1842–1931), deutscher Arzt und Publizist
- Konrad Küster (Musikwissenschaftler) (* 1959), deutscher Musikwissenschaftler
- Ludwig Küster (Unternehmer) (1794–1874), Gutsbesitzer und Unternehmer
- Ludwig Küster (Jurist) (1928–2014), deutscher Jurist und ehemaliger Richter am Bundessozialgericht
- Maika Küster (* 1993), deutsche Jazz- und Improvisationsmusikerin
- Marc Wilhelm Küster (* 1970), deutscher Informatiker, Grammatologe und Hochschullehrer
- Martin Kuester (1958–2024), deutscher Anglist
- Max Küster (1862–1941), deutscher Architekt und Bauunternehmer
- Otto Küster (1907–1989), deutscher Jurist und Antifaschist
- Raiko Küster (* 1973), deutscher Schauspieler
- Rainer Küster (* 1942), deutscher Schriftsteller und Sprachwissenschaftler
- Renate Küster (* 1936), deutsche Kabarettistin, Schauspielerin und Synchronsprecherin
- Rudolf Küster (1955–2012), deutscher Gewichtheber und Kraftsportler
- Susen Küster (* 1994), deutsche Hammerwerferin
- Ulf Küster (* 1966), deutscher Kunsthistoriker und Kurator
- Uwe Küster (1945–2014), deutscher Politiker (SPD)
- Volker Küster (Grafiker) (* 1941), deutscher Grafiker
- Volker Küster (Theologe) (* 1962), deutscher evangelischer Theologe
- Wilhelm Küster (Historiker) (1857–1916), deutscher Lehrer und Historiker
- Wilhelm Küster (Unternehmer) (1903/1904–1958), deutscher Unternehmer und Firmengründer
- William Küster (1863–1929), deutscher Chemiker